# Pasaje Begoña
A Pasaje Begoña (magyarul:Begoña-köz) , egy sikátor a spanyolországi Torremolinos városában, amely a város egyik legismertebb LMBT helyszíne volt.

## Története
A sikátor az Edificio Begoña nevű épület alján található, az Avenida de Palma de Mallorcán helyezkedik el Torremolinos központjában. Az épületet José María Azumendi tervezte, amit 1962-ben adtak át. Az épületet és a bejárathoz vezető sikátort nővéréről nevezte el Begoñának. Az épület 55 kereskedelmi helységgel és 100 lakással rendelkezett. A pincében 3 lokálnak jutott hely, a földsztinten 28 bárnak, az első emelete 22 bár és 12 lakásnak jutott hely. 
A megnyitása óta a Pasaje Begoña számos olyan létesítménnyel rendelkezett, amiket az LMBT közösségnek szántak: a legismertebbek között a Tony's bar van, amely Spanyolország első melegbárja volt. A másik a The Blue Note volt, amelyet egy holland leszbikuspár Pia Beck és  Marga Samsonowski dzsesszénekesnők és zongoristák alapítottak.
A hely a "szabadság szigetének" számított Spanyolországon belül, ahol mindenki önmaga lehetett, és a másság és a szabadság volt jellemző. Ugyanis az 1960-as években a Franco-rendszer még büntették a homoszexualitást, így az LMBT emberek komoly elnyomás alatt éltek. Olyan hírességek jártak ide szórakozni mint Waldo de los Ríos, John Lennon, Brian Epstein, Massiel, Sara Montiel és más olyan személyiségek akik később a spanyolországi LMBT mozgalmak úttörői voltak.
1971. június 25-ről 26-ára virradó éjjelen a francoista rendőrség razziát tartott a sikátorban, aminek során 300 ember tartózkodott ott, ebből 119 embert letartóztatott emellett pénzbüntetéseket szabtak ki valamint bezártak bárokat. Ezzel 23 lokállal lett kevesebb a városban. 
A helyet 1981-ben Pasaje Gil Vicente névre nevezték át, csak 2019-ben kapta vissza eredeti nevét a hely. 

### Pasaje Begoña újjáélesztése
2018. januárjában alapították meg az Asociación Pasaje Begoña nevű egyesületet melynek célja hogy a helyet újjáélesszék és a történelmi emlékhellyé nyílvánítsák a helyet. A tevékenységüknek köszönhetően 2020-ban a Junta de Andalucía, Andalúzia regionális kormányzószerve megszavaztatta a parlamenttel, hogy a hely "Turisztikai érdekeltségű hellyé" legyen nyílvánítva.
2020 óta a sikátorban felújítási munkálatok zajlanak, hogy a hely visszakapja eredeti funkcióját. 2021-ben az 1971-es razzia 50. évfordulója alkalmából plakátokat, poszereket helyeztek ki városszerte. 